# Heidi (opossum)
Pour les articles homonymes, voir Heidi.
Heidi est un opossum femelle de Virginie (Didelphis virginiana) né à Odense, au Danemark, en mai 2008, et transféré à la fin de 2010 au zoo de Leipzig, en Allemagne.
Très appréciée des Allemands pour son strabisme, qui lui donnait un regard inimitable, Heidi, avant d'être exposée en public, comptait 80 000 amis sur Facebook,. En 2011, leur nombre était passé à 333 000.
Deux hypothèses ont été avancées pour expliquer son problème de vision : un régime draconien avant son abandon aux États-Unis, ou, au contraire, son surpoids, qui aurait entraîné un dépôt de graisse derrière ses yeux.
Heidi a été euthanasiée le 28 septembre 2011 à cause de nombreux problèmes de santé.